# Tour Down Under 2003
De Tour Down Under 2003 (Engels: 2003 Jacob's Creek Tour Down Under) was de vijfde editie van de meerdaagse wielerwedstrijd die in en rondom Adelaide in Australië werd gehouden. Deze editie vond plaats van 21 tot en met 26 januari 2003. De vijfde editie ging naar Spanje. Mikel Astarloza, lid van de Franse AG2R Prévoyance-formatie, won de zesdaagse etappekoers voor de Deen Lennie Kristensen, die dezelfde eindtijd noteerde, en met vier seconden voorsprong op de Australiër Stuart O'Grady, de winnaar van 1999 en 2001.

## Startlijst
Er namen twaalf ploegen deel, die met elk acht renners aan de start verschenen.
| Team UniS-Australia | Quick·Step-Davitamon | AG2R Prévoyance      | Ceramica Panaria-Fiordo |
| United Water        | Team CSC             | Credit Agricole      | Saeco                   |
| Domo-Lotto          | Team Telekom         | La Française de Jeux | ONCE-Erosko             |

## Etappe-overzicht
| etappe | datum      | start         | finish   | afstand  | winnaar          | klassementsleider |
| ------ | ---------- | ------------- | -------- | -------- | ---------------- | ----------------- |
| 1e     | 21 januari | Adelaide      | Adelaide | 50,0 km  | Baden Cooke      | Baden Cooke       |
| 2e     | 22 januari | Jacob's Creek | Kapunda  | 140,0 km | Fabio Sacchi     | Fabio Sacchi      |
| 3e     | 23 januari | Glenelg       | Hahndorf | 164,0 km | Robbie McEwen    | Fabio Sacchi      |
| 4e     | 24 januari | Unley         | Goolwa   | 144,0 km | Baden Cooke      | Fabio Sacchi      |
| 5e     | 25 januari | Willunga      | Willunga | 147,0 km | Giampaolo Caruso | Mikel Astarloza   |
| 6e     | 26 januari | Adelaide      | Adelaide | 90,0 km  | Graeme Brown     | Mikel Astarloza   |

## Etappe-uitslagen
| rang | renner        | land | tijd |
| ---- | ------------- | ---- | ---- |
| 1    | Baden Cooke   | AUS  | ?    |
| 2    | Robbie McEwen | AUS  | zt   |
| 3    | Luca Paolini  | ITA  | zt   |
| 4    | Julian Dean   | AUS  | zt   |
| 5    | Allan Davis   | AUS  | zt   |

| rang | renner            | land | tijd   |
| ---- | ----------------- | ---- | ------ |
| 1    | Fabio Sacchi      |      | ?      |
| 2    | Robbie McEwen     | AUS  | + 0.14 |
| 3    | Cédric Hervé      | FRA  | zt     |
| 4    | Andy Flickinger   | FRA  | zt     |
| 5    | Lennie Kristensen | DEN  | zt     |

| rang | renner         | land | tijd |
| ---- | -------------- | ---- | ---- |
| 1    | Robbie McEwen  | AUS  | ?    |
| 2    | Graeme Brown   | AUS  | zt   |
| 3    | Stuart O'Grady | AUS  | zt   |
| 4    | Allan Davis    | AUS  | zt   |
| 5    | Luca Paolini   | ITA  | zt   |

| rang | renner            | land | tijd |
| ---- | ----------------- | ---- | ---- |
| 1    | Baden Cooke       | AUS  | ?    |
| 2    | Graeme Brown      | AUS  | zt   |
| 3    | Stuart O'Grady    | AUS  | zt   |
| 4    | Robbie McEwen     | AUS  | zt   |
| 5    | Ashley Hutchinson | AUS  | zt   |

| rang | renner            | land | tijd |
| ---- | ----------------- | ---- | ---- |
| 1    | Giampaolo Caruso  | ITA  | ?    |
| 2    | Steffen Wesemann  | SUI  | zt   |
| 3    | Paolo Lanfranchi  | ITA  | zt   |
| 4    | Stuart O'Grady    | AUS  | zt   |
| 5    | Lennie Kristensen | DEN  | zt   |

| rang | renner         | land | tijd |
| ---- | -------------- | ---- | ---- |
| 1    | Graeme Brown   | AUS  | ?    |
| 2    | Baden Cooke    | AUS  | zt   |
| 3    | Jaan Kirsipuu  | EST  | zt   |
| 4    | Stuart O'Grady | AUS  | zt   |
| 5    | Tom Boonen     | BEL  | zt   |

## Algemeen klassement
| rang | renner            | land | tijd     |
| ---- | ----------------- | ---- | -------- |
| 1    | Mikel Astarloza   | ESP  | 17:17.45 |
| 2    | Lennie Kristensen | DEN  | zt       |
| 3    | Stuart O'Grady    | AUS  | + 0.04   |
| 4    | Giampaolo Caruso  | ITA  | zt       |
| 5    | Paolo Lanfranchi  | ITA  | + 0.06   |
| 6    | Xavier Florencio  | ESP  | + 0.07   |
| 7    | Patrick Jonker    | AUS  | + 0.09   |
| 8    | David Cañada      | ESP  | + 0.13   |
| 9    | Steffen Wesemann  | SUI  | + 0.15   |
| 10   | Cadel Evans       | AUS  | zt       |

1999 · 
2000 · 
2001 · 
2002 · 
2003 · 
2004 · 
2005 · 
2006 · 
2007 · 
2008 · 
2009 · 
2010 · 
2011 · 
2012 · 
2013 · 
2014 · 
2015 · 
2016 · 
2017 · 
2018 · 
2019 · 
2020  · 
2021-2022 · 
2023 · 2024 · 2025